# 网络文体
网络文体，又称“网络语体”，指于某段时间在网络上流行（出现广泛的“造句运动”）的特定造句格式。一种网络文体的产生通常与当时网络热议的特定事件有关，但也有不与特定事件相关的文体。一般网络文体的生存周期十分短暂，红极一时之后往往迅速被另一文体代替。网络文体也是得不到文坛主流的认可的。其得以流行的原因有：现实压力大，人们需要有发泄的窗口和疏通的渠道；网络水军的推动。

## 宝黛体
2010年，中国大陆翻拍《红楼梦》，套用一段红楼原文而成的宝黛体从新浪微博迅速红遍各个大型网络社区、论坛。

### 格式
宝玉便走近黛玉身边坐下，又细细打量一番，因问：“妹妹可曾XXXX？”黛玉道：“不曾XX，只XXXXXXXXX。” 宝玉又道：“妹妹XXXXXX？”黛玉便说了。又道：“可也（那可/可）XXXXX？”黛玉便忖度着因他XXXXXX，故问我有也无，因答道：“我XXXX，想来那（XXXX）是件罕事，岂能人人XXXX的。” 

### 红楼梦原文
宝玉便走近黛玉身边坐下，又细细打量一番，因问：“妹妹可曾读书？”黛玉道：“不曾读，只上了一年学，些须认得几个字。”宝玉又道：“妹妹尊名是那两个字？”黛玉便说了名。（略去一段）又问黛玉：“可也有玉没有？”众人不解其语，黛玉便忖度着因他有玉，故问我有也无，因答道：“我没有那个。想来那玉是一件罕物，岂能人人有的。”

## 走近科学体
模仿中央电视台科教频道《走近科学》节目解说词。

## 咆哮体
咆哮体一般出现在回帖或者QQ、MSN等网络聊天对话中。示例：
维基百科的编辑者们你们他妈都伤不起！！！有没有有没有！！！

## 回音体
回音体源于网上视频。示例：
自由的百科全书
由的百科全书
的百科全书
百科全书
科全书
全书
书

## 其他
- 梨花体
- 凡客体
- 萝莉体
- 私奔体
- 知音体
- 琼瑶体
- 见或不见体